# Eizi Matuda
Eizi Matuda (romanización de 松田英二, Matsuda Eiji, Nagasaki, 20 de abril de 1894 - † Lima, 12 de febrero de 1978) fue un botánico japonés-mexicano.

## Biografía
Era hijo de Hanziro y Otuna Matuda. Estudia en la Universidad de Taipéi[cita requerida]. Profesor en botánica en Formosa de 1914 a 1922. Funda su propia explotación agraria en Escuintla en Chiapas en México en 1922. En 1932, funda y dirige el Instituto Botánico Matuda en Escuintla.
A partir de 1951, es profesor y conservador asociado en la Universidad Nacional de México.
De 1954 a 1959, es botánico jefe en el Instituto de Investigación Forestal, luego del departamento de botánica de 1955 a 1965. Recibe un título de honor de la Sociedad Forestal de México en 1953 y pertenece a distintas sociedades científicas incluida la Sociedad Botánica de México.
Es el autor, en particular, de Mexican Aroids (1954), de Mexican Dioscoreae (1953), de Mexican Commelinae (1955) así como de numerosos artículos. Matuda obtiene un doctorado honorario en ciencias en la Universidad de Tokio en 1960.
Fue recolector de especímenes vegetales para herbarios en México, China, y Belice.

## Obra
- Helechos de Estado de México 1956

## Honores

### Eponimia
Actualmente, hay dos herbarios dedicados en su memoria, el primero se encuentra en la Universidad del Estado de México "Herbario Eizi Matuda" (con acrónimo CODAGEM). El segundo se encuentra en la ciudad de Tuxtla Gutiérrez, en el Estado de Chiapas y pertenece a la Facultad de Ciencias Biológicas de la Universidad de Ciencias y Artes de Chiapas, "Herbario Eizi Matuda" (con acrónimo HEM).
Género
- (Hamamelidaceae) Matudaea Lundell[1]

Especies de cactáceas y otras (225 + 5 registros IPNI)
- (Cactaceae) Mammillaria matudae Bravo,[2] originaria de México

- (Cactaceae) Opuntia matudae Scheinvar[3]

- (Cactaceae) Thelocactus matudae Sánchez-Mej. & A.B.Lau[4]

- (Orchidaceae) Acronia matudana (C.Schweinf.) Luer[5]